# سبرينغ (تكساس)
سبرينغ (بالإنجليزية: Spring)‏ هي مدينة أمريكية تقع في ولاية تكساس.تبلغ مساحة هذه المدينة 61 (كم²)،ويبلغ عدد سكانها 54298 نسمة حسب إحصاء سنة 2010 م.

## التركيبة السكانية
حدّد مكتب تعداد الولايات المتحدة بيانات التركيبة السكانية لسبرينغ في تعداد الولايات المتحدة. في ما يلي، التركيبة السكانية حسب تعدادي 2000 و2010.

### تعداد عام 2000
بلغ عدد سكان سبرينغ 36,385 نسمة بحسب تعداد عام 2000، وبلغ عدد الأسر 12,302 أسرة وعدد العائلات 9,831 عائلة مقيمة في المنطقة السكنية. في حين سجلت الكثافة السكانية 596.5 نسمة لكل كيلومتر مربع (1,544.9/ميل2). وبلغ عدد الوحدات السكنية 12,714 وحدة بمتوسط كثافة قدره 208.4 لكل كيلومتر مربع (539.8/ميل2).
وتوزع التركيب العرقي للمنطقة السكنية بنسبة 83.01% من البيض و6.99% من الأمريكيين الأفارقة و0.51% من الأمريكيين الأصليين و1.42% من الأمريكيين ذوي الأصول الآسيوية و0.13% من سكان جزر المحيط الهادئ و5.62% من الأعراق الأخرى و2.31% من عرقين مختلطين أو أكثر و16.06% من الهسبانيون أو اللاتينيون من أي عرق.
بلغ عدد الأسر 12,302 أسرة كانت نسبة 49.9% منها لديها أطفال تحت سن الثامنة عشر تعيش معهم، وبلغت نسبة الأزواج القاطنين مع بعضهم البعض 62.9% من أصل المجموع الكلي للأسر، ونسبة 12.6% من الأسر كان لديها معيلات من الإناث دون وجود شريك، بينما كانت نسبة 4.4% من الأسر لديها معيلون من الذكور دون وجود شريكة وكانت نسبة 20.1% من غير العائلات. تألفت نسبة 15.4% من أصل جميع الأسر من عدة أفراد يعيشون في نفس المنزل ونسبة 2.8% كانت تتألف من شخص يعيش بمفرده يبلغ من العمر 65 عاماً أو أكثر. وبلغ متوسط حجم الأسرة المعيشية 2.96، أما متوسط حجم العائلات فبلغ 3.30.
بلغ العمر الوسطي للسكان 31.7 عاماً. وكانت نسبة 31% من القاطنين تحت سن الثامنة عشر، وكانت نسبة 8.7% بين الثامنة عشر والرابعة والعشرين عاماً، ونسبة 33.8% كانت واقعةً في الفئة العمرية ما بين الخامسة والعشرين والرابعة والأربعين عاماً، ونسبة 22% كانت ما بين الخامسة والأربعين والرابعة والستين، ونسبة 4.5% كانت ضمن فئة الخامسة والستين عاماً فما فوق. يوجد لكل 100 أنثى 95.0 ذكر، ويوجد لكل 100 أنثى في الثامنة عشر من عمرها فما فوق 91.4 ذكر.
بلغ متوسط دخل الأسرة في المنطقة السكنية 56,662 دولارًا، أما متوسط دخل العائلة فبلغ 60,934 دولارًا. وكان متوسط دخل الذكور 42,134 دولارًا مقابل 30,270 دولارًا للإناث. وسجل دخل الفرد الخاص بالمنطقة السكنية 21,027 دولارًا. وكانت نسبة 3.1% من العائلات ونسبة 4.1% من السكان تحت خط الفقر، وكان من هؤلاء نسبة 5.2% تحت سن الثامنة عشر ونسبة 4.5% في الخامسة والستين من العمر وما فوق.

### تعداد عام 2010
بلغ عدد سكان سبرينغ 54,298 نسمة بحسب تعداد عام 2010، وبلغ عدد الأسر 18,050 أسرة وعدد العائلات 14,068 عائلة مقيمة في المنطقة السكنية. في حين سجلت الكثافة السكانية 890.1 نسمة لكل كيلومتر مربع (2,305.3/ميل2). وبلغ عدد الوحدات السكنية 19,191 وحدة بمتوسط كثافة قدره 314.6 لكل كيلومتر مربع (814.8/ميل2).
وتوزع التركيب العرقي للمنطقة السكنية بنسبة 63.85% من البيض و19.49% من الأمريكيين الأفارقة و0.59% من الأمريكيين الأصليين و3.14% من الأمريكيين ذوي الأصول الآسيوية و0.37% من سكان جزر المحيط الهادئ و9.28% من الأعراق الأخرى و3.28% من عرقين مختلطين أو أكثر و28.44% من الهسبانيون أو اللاتينيون من أي عرق.
بلغ عدد الأسر 18,050 أسرة كانت نسبة 46.8% منها لديها أطفال تحت سن الثامنة عشر تعيش معهم، وبلغت نسبة الأزواج القاطنين مع بعضهم البعض 55.9% من أصل المجموع الكلي للأسر، ونسبة 16.1% من الأسر كان لديها معيلات من الإناث دون وجود شريك، بينما كانت نسبة 5.9% من الأسر لديها معيلون من الذكور دون وجود شريكة وكانت نسبة 22.1% من غير العائلات. تألفت نسبة 17% من أصل جميع الأسر من عدة أفراد يعيشون في نفس المنزل ونسبة 3.4% كانت تتألف من شخص يعيش بمفرده يبلغ من العمر 65 عاماً أو أكثر. وبلغ متوسط حجم الأسرة المعيشية 3.01، أما متوسط حجم العائلات فبلغ 3.39.
بلغ العمر الوسطي للسكان 31.9 عاماً. وكانت نسبة 30.4% من القاطنين تحت سن الثامنة عشر، وكانت نسبة 8.7% بين الثامنة عشر والرابعة والعشرين عاماً، ونسبة 31.5% كانت واقعةً في الفئة العمرية ما بين الخامسة والعشرين والرابعة والأربعين عاماً، ونسبة 23.2% كانت ما بين الخامسة والأربعين والرابعة والستين، ونسبة 6.1% كانت ضمن فئة الخامسة والستين عاماً فما فوق. وتوزع التركيب الجنسي للسكان بنسبة 48.6% ذكور و51.4% إناث.

## أعلام
- توني روتشا
- تشاد هيدريك
- إدي ستيبلز
- جوستين جاكسون
- جوش بيكيت